# Dai Ailian
Dai Ailian (née à Couva à Trinidad le 10 mai 1916 et décédée le 9 février 2006) est une danseuse, chorégraphe et professeur de danse chinoise d'origine britannique, surnommée la mère du ballet chinois.

## Biographie
Elle fut reconnue pour avoir introduit la danse moderne occidentale en Chine et une créatrice de nombreuses chorégraphies prenant leurs racines dans les traditions folkloriques chinoises. Elle étudia le ballet et la danse moderne à Londres auprès d'Anton Dolin, Margaret Craske (en) et Marie Rambert.
Bien que parfaitement ignorante de la langue chinoise, elle émigra à Hong Kong en 1940 dans sa quête du développement de la danse nationale ; afin d'atteindre ce but, elle fit des recherches sur les nombreuses traditions folkloriques des diverses ethnies chinoises avant de devenir la première directrice de l'Académie de danse de Pékin en 1954, où elle créa notamment Lotus Dance et Flying Apsaras, désormais considérés comme des classiques de la danse moderne chinoise du XXe siècle.